# Маттеуччи, Антонио
Антонио Маттеуччи (итал. Antonio Matteucci; 15 марта 1802, Фермо, Папская область — 9 июля 1866, Рим, Папская область) — итальянский куриальный кардинал, кардинал-мирянин. Секретарь Священной Консульты с 1844 по март 1853. Генеральный директор полиции с 8 ноября 1852 по 1865. Вице-камерленго Святой Римской Церкви с 15 апреля 1853 по 22 июня 1866. Кардинал-дьякон с 22 июня 1866, с титулярной диаконией Сан-Джорджо-ин-Велабро с 25 июня 1866.

## Источник
- Информация  (англ.)